# Bạch thiệt rìa
Bạch thiệt lông, Bạch thiệt rìa, Mè đất rìa (tên khoa học: Leucas ciliata) là một loài thực vật có hoa trong họ Hoa môi. Loài này được Benth. mô tả khoa học đầu tiên năm 1830.

## Hình ảnh

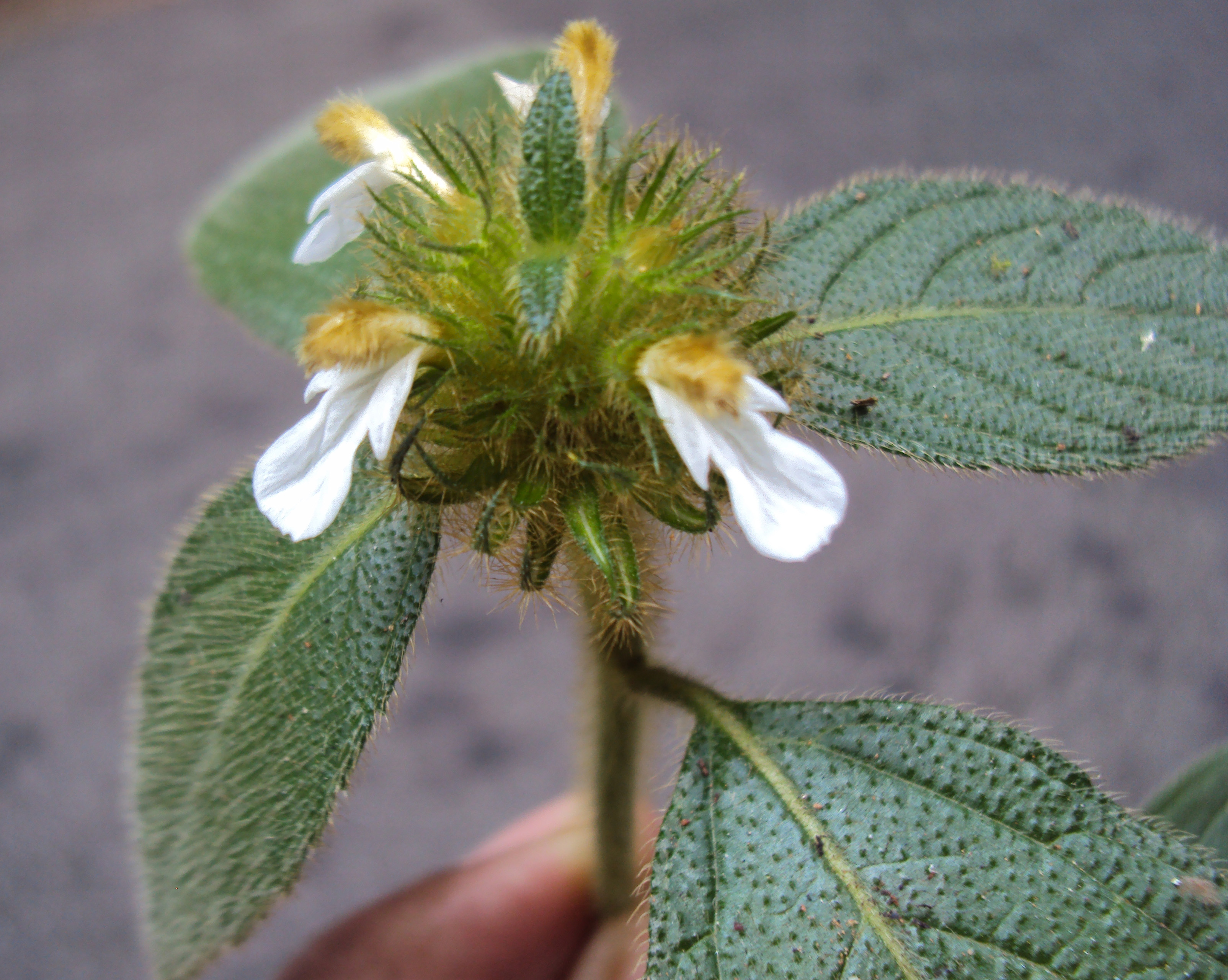
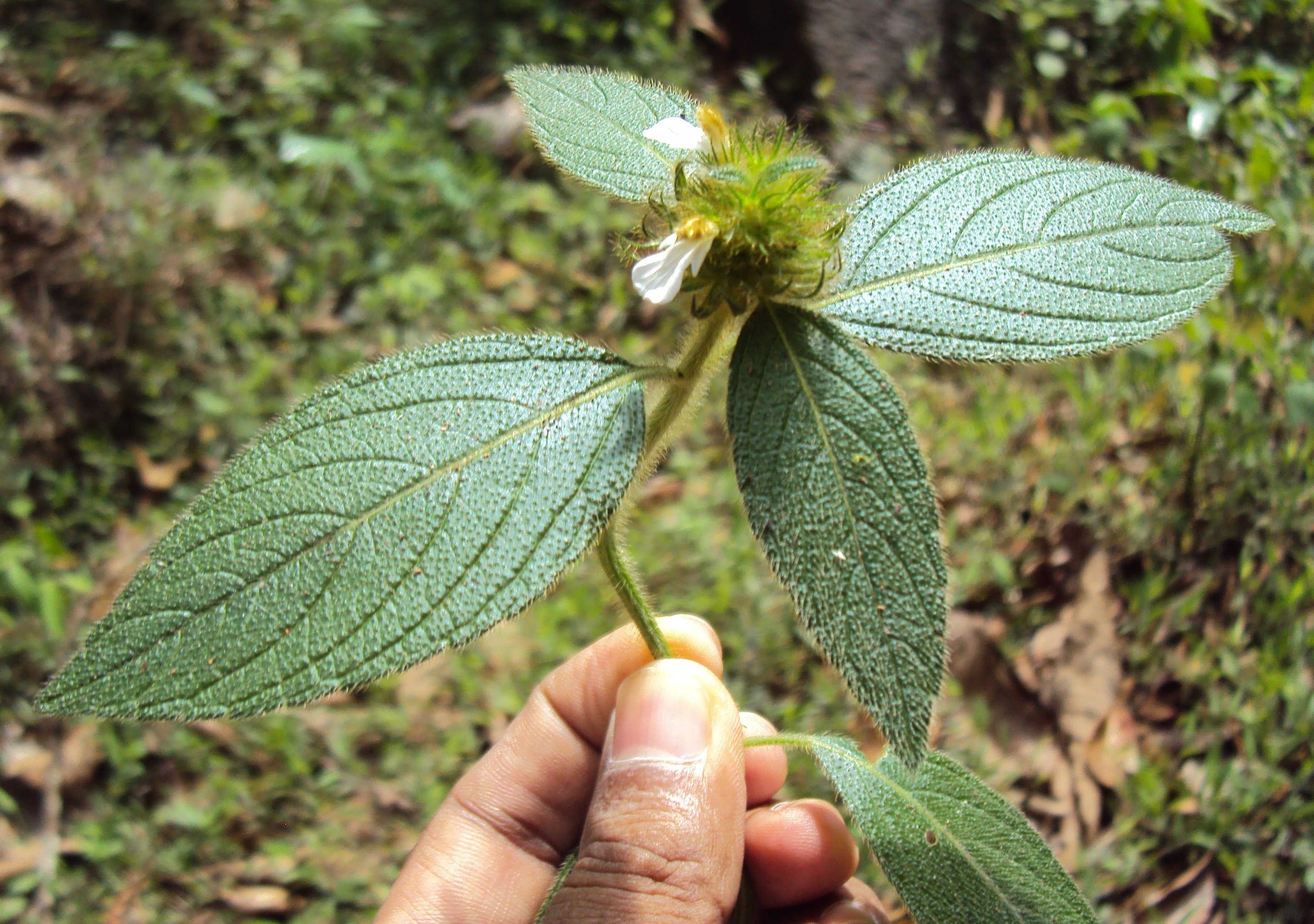
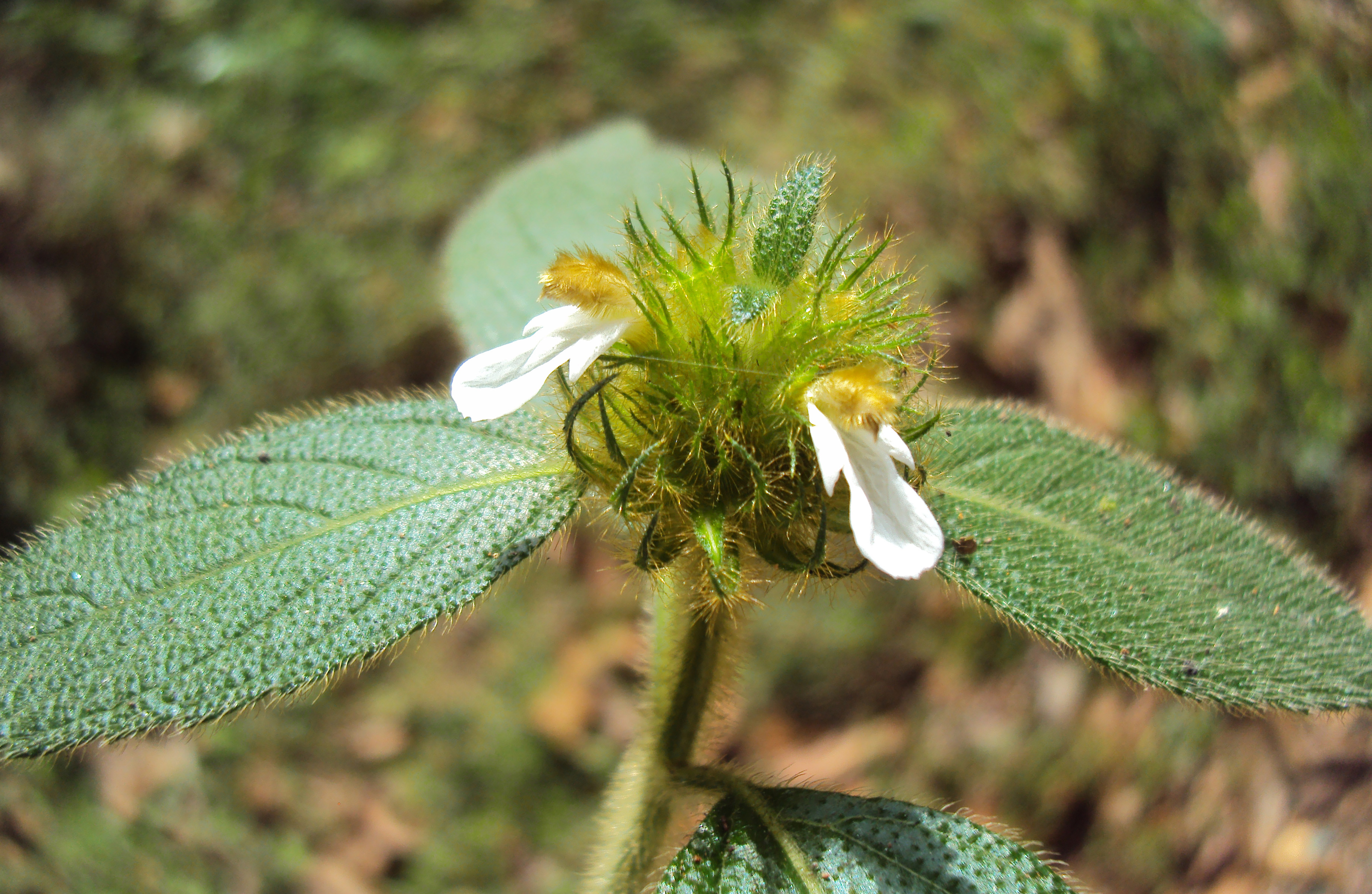
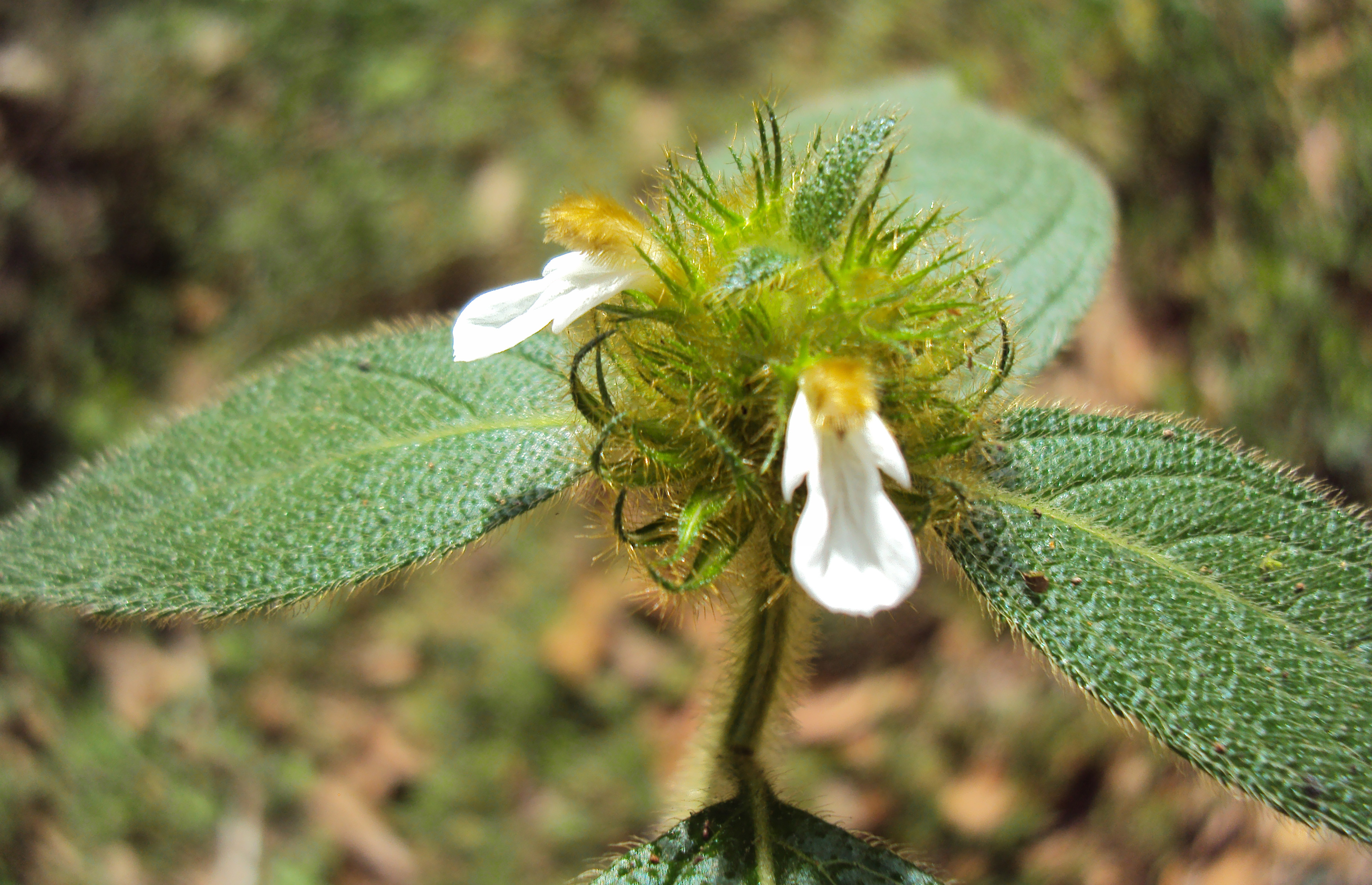